# Moon Sung-min
Moon Sung-min (coreano: 문성민; Pusan, 14 settembre 1986) è un pallavolista sudcoreano.
Gioca nel ruolo di schiacciatore e opposto negli Hyundai Skywalkers.

## Carriera
Moon Sung-min inizia a giocare a pallavolo già alle scuole elementari, prima di partecipare ai tornei scolastici con la Dongsung High School; in questo periodo fa inoltre parte delle selezioni giovanili sudcoreane, vincendo la medaglia d'oro al campionato asiatico e oceaniano under 20 2004 e partecipando al campionato mondiale under 21 2005, dove viene insignito del premio di miglior realizzatore.
Successivamente partecipa ai tornei universitari con la Kyonggi University; dal 2006 fa parte della nazionale maggiore, vincendo in ordine cronologico l'oro ai XV Giochi asiatici, il bronzo al campionato asiatico e oceaniano 2007 e l'argento alla Coppa asiatica 2008.
Conclusa la carriera universitaria, nella stagione 2008-09 firma il suo primo contratto professionistico in Germania, approdando al Friedrichshafen, club col quale partecipa alla 1. Bundesliga, vincendo lo scudetto. Nella stagione seguente gioca invece in Turchia, dove difende i colori dello Halkbank in Voleybol 1.Ligi; con la nazionale vince la medaglia di bronzo ai XVI Giochi asiatici.
Nel campionato 2010-11 fa ritorno in Corea del Sud per giocare per la prima volta in V-League, firmando con gli Hyundai Skywalkers: si aggiudica subito la Coppa KOVO 2010, successo bissato nell'edizione 2013 del trofeo; in campionato invece, nonostante faccia incetta di riconoscimenti individuali, dopo due finali perse, vince il suo primo scudetto solo nella stagione 2016-17, impreziosito da quattro premi di miglior giocatore e da quello di miglior opposto del torneo; si aggiudica inoltre il V.League Top Match 2016, eletto nuovamente come miglior giocatore del torneo. Con la nazionale, nel 2017, vince la medaglia di bronzo al campionato asiatico e oceaniano.

## Palmarès

### Club
- Campionato tedesco: 1

2008-09
- Campionato sudcoreano: 1

2016-17
- Coppa KOVO: 2

2010, 2013
- V.League Top Match: 1

2016

### Nazionale (competizioni minori)
- Campionato asiatico e oceaniano under 20 2004
- Giochi asiatici 2006
- Coppa asiatica 2008
- Giochi asiatici 2010

### Premi individuali
- 2005 - Campionato mondiale under 21: Miglior realizzatore
- 2013 - V-League: MVP dell'All-Star Game
- 2013 - V-League: MVP 2º round
- 2016 - V-League: MVP della Regular Season
- 2016 - V-League: MVP dell'All-Star Game
- 2016 - V-League: MVP 6º round
- 2016 - V.League Top Match: MVP
- 2017 - V-League: MVP della Regular Season
- 2017 - V-League: MVP delle finali play-off
- 2017 - V-League: MVP 3º round
- 2017 - V-League: MVP 6º round
- 2017 - V-League: Miglior opposto
- 2018 - V-League: MVP 3º round